# Chiesa dei Santi Jacopo e Antonio
La chiesa dei Santi Jacopo e Antonio, o santuario della Beata Vergine dell'Adorazione, è un edificio di culto cattolico situato in via Umberto I a Fivizzano, in provincia di Massa Carrara. La chiesa è sede della parrocchia omonima del vicariato di Fivizzano della diocesi di Massa  Carrara-Pontremoli.

## Storia e descrizione
La chiesa originaria fu fondata dai monaci ospitalieri di sant'Antonio che alla fine XIII secolo vennero da Vienne (Francia) per assistere i pellegrini, individuando in Fivizzano un punto nodale di quelle vie che da Roma conducevano alla Francia.
Testimonianza della loro presenza è ancora oggi il bel Fonte battesimale scavato in un unico blocco di pietra che si trova subito entrando nella navata sinistra. È ornato con il simbolo del Tau di sant'Antonio abate e con il bastone di pellegrino di Giacomo il Maggiore. 

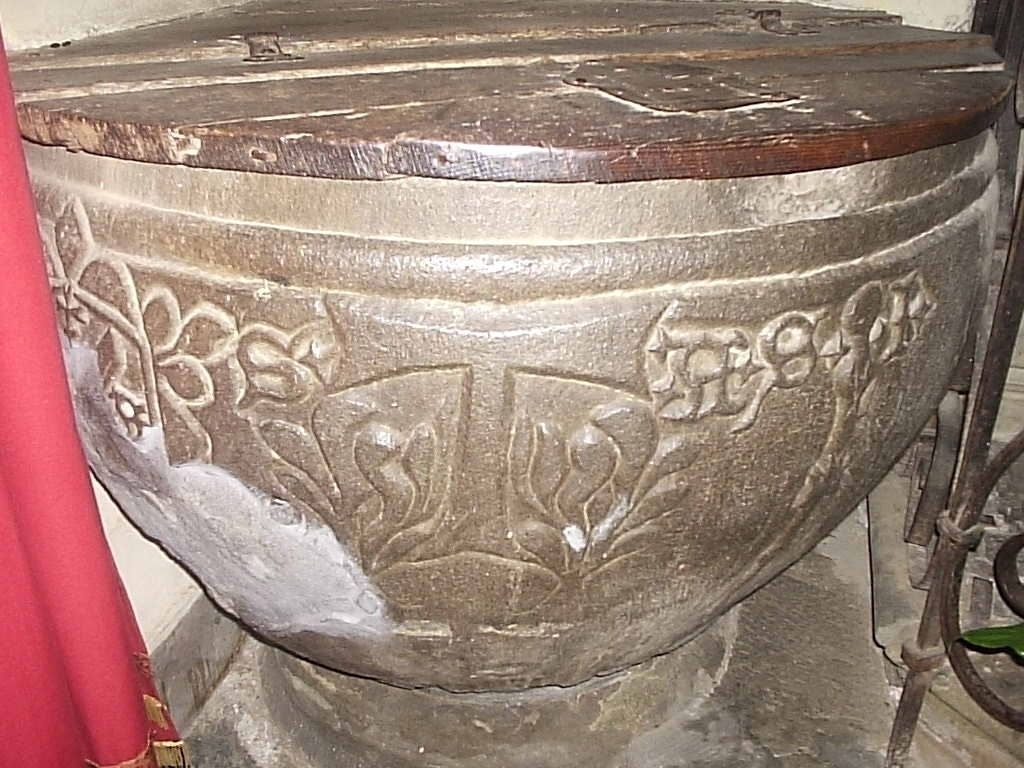
Fonte battesimale del secolo XIV

Sulla facciata spicca lo stemma marmoreo dei Medici, come venne stabilito nel 1571, dalla comunità di Fivizzano. Sul fianco sinistro della chiesa è ricollocato lo stemma in arenaria dei Capitani di parte Guelfa che prima era sistemato sulla facciata. Il campanile, posto a destra rispetto alla facciata, ospita un concerto di otto campane, il più pesante di tutta la Lunigiana. Esse sono divise fra i due piani della torre e sono state fuse dai fonditori Paolo e figlio Enrico Capanni di Castelnovo ne’ Monti (RE) nel 1957; sono intonate in scala di Do3 maggiore.
L'edificio fu eretto nel 1377 e fu ampliato nel 1576 invertendo l'orientamento della facciata originaria affinché la chiesa si affacciasse sulla piazza Medicea. L'interno si presenta a tre navate, scandite da quindici alte colonne ricavate dalla vicina cava di "Costìa" a Turlago ed è ornato da altari secenteschi. Il lavoro di architettura è dello scultore "Ducarelli di Torano". Nella navata destra sono due tavole cinquecentesche con San Sebastiano e San Rocco che, insieme alla lunetta con Cristo deposto dagli Angeli nel sepolcro, facevano parte della pala d'altare eseguita tra 1535 e 1540 da Pier Francesco Foschi. Sull'altare in fondo alla navata destra è collocata una tela con la Resurrezione di Lazzaro di Pietro Sorri.
Sull'altare maggiore, in un ricco tabernacolo d'argento, è collocata l'immagine della B.V. dell'Adorazione, o di Reggio, come viene chiamata comunemente nel fivizzanese, che fin dall'anno 1596 è qui venerata, ma il cui culto è più esteso trattandosi della stessa immagine mariana di cui al Tempio della Beata Vergine della Ghiara. Il tempietto in marmi colorati che corona il tabernacolo della Madonna fu eretto nel 1946, quando la prepositurale fu dichiarata santuario mariano. Nel coro, gli stalli in noce vennero realizzati da Pisanino e da Angelo di Fazzano nel 1675.
Nella cappella del Sacro Cuore si trova il simulacro di Cristo Morto, scultura a grandezza naturale, in legno dipinto, del Milani. In una nicchia grande statua in marmo di Cristo Redentore, opera del XV secolo.